# Pocheon
Pocheon (Aussprache: [pʰo.tɕʰʌn]) ist eine südkoreanische Stadt im Nordosten der Provinz Gyeonggi. Die Stadt grenzt nordwestlich an den Landkreis Yeoncheon, im Westen an die Städte Dongducheon, Yangju und Uijeongbu und im Süden an Namyangju (Provinz Gyeonggi). In Pocheon befinden sich die höchsten Berge der Provinz Gyeonggi. Die heutige Stadt Pocheon entstand nach einem Zusammenschluss der ehemaligen Landkreise Pocheon-hyeon und Yeonpyeong. Der Norden Pocheons war Teil des Landkreises Yeonpyeong, der Süden Teil von Pocheon-hyeon.

## Geografie
Da in Pocheon Teile des Gwangju-Gebirges liegen, sind große Teile des Stadtgebiets dünn besiedelte Bergregionen. Die einzige Ausnahme ist das Pocheon-Becken. Pocheon liegt an zwei Flüssen, dem Yeongpyeongcheon-Fluss und dem Sannaecheon-Fluss. In sie münden einige weitere Nebenflüsse. Da beide Täler sehr breit sind, können sie als Anbau- und Wohnorte benutzt werden.

## Geschichte
Am 6. März 2025 werden durch versehentlichen Abwurf mehrerer Bomben von einem südkoreanischen Militärflugzeug bei Übungen zusammen mit US-Militär mehrere Personen verletzt und Häuser und eine Kirche beschädigt.

## Klima
Da Pocheon im Inneren von Südkorea liegt, herrscht hier kontinentales Klima vor. Der jährliche Durchschnittsniederschlag beträgt 1300 Millimeter bei einer Jahresdurchschnittstemperatur etwa 11 °C. Der kälteste Monat ist der Januar mit einer durchschnittlichen Mindesttemperatur von etwa −7 °C. Der heißeste Monat ist der August mit einer durchschnittlichen Temperatur von etwa 26 °C.

## Verwaltungsgliederung
- Changsu-myeon
- Gwanin-myeon
- Gasan-myeon
- Hwahyeon-myeon
- Ildong-myeon
- Sinbuk-myeon
- Yeongbuk-myeon
- Yeongjong-myeon
- Soheul-eup
- Jajak-dong
- Sineup-dong
- Seondan-dong

## Tourismus
Eine der Hauptattraktionen in Pocheon ist das Korea National Arboretum, allgemein bekannt als Gwangneung-Arboretum. Es ist das größte Arboretum in Südkorea. Früher lebten dort Korea-Weißbauch-Schwarzspechte, die mittlerweile in Südkorea als ausgestorben gelten und nur noch in Nordkorea beheimatet sein sollen. Das Arboretum beherbergt auch das Gwangneung Forest Museum und den Gwangneung Forest Beach.
Eine weitere Attraktion ist die Gallery Sansawon, eine traditionelle koreanische Brauerei. Sie besitzt mehr als 1000 historische Dokumente und koreanische alkoholbezogene Gegenstände. Es gibt dort außerdem kostenlose Proben zehn verschiedener Arten von traditionellen alkoholischen Getränken und Nahrungsmitteln, wie Alkoholbrot und Cracker mit Yakgwa und Yeot.

## Feste
In Pocheon finden jährlich das Gakhol-Kulturfestival, das Banwol-Kulturfestival, der Sanjeong-See-Festival und das Myeongseong-Gebirgs-Festival statt. Das Sanjeong-See-Festival, das seit 1997 jeden Oktober stattfindet, ist ein repräsentatives Kulturfestival von Pocheon mit Bezug auf die Natur des Sanjeong-Sees und der Myeongseong-Berge. Es wird ein Amateur-Fotowettbewerb veranstaltet und verschiedene traditionelle Darbietungen sowie lokale Spezialitäten und Getränke angeboten.

## Persönlichkeiten
- Jung Ju-mi (* 1997), Biathletin